# Lechero/Norman St. John
Lechero/Norman St. John az amerikai Szökés című sorozat egyik kitalált szereplője. Robert Wisdom alakítja. A harmadik évadban főszereplője volt a sorozatnak.

## Háttér
Lechero családos ember: felesége van, három fia és két lánya. Az egyik epizódban elmondja, hogy mikor 13 éves volt, az anyja egy gazdag földbirtokosnál dolgozott, ám a férfi megerőszakolta, gazdagsága révén pedig megúszta a büntetést. Norman – aki ebben az időben vette fel a Lechero (spanyolul: tejes) álnevet – bosszút állt a férfin, így gyilkosság miatt börtönbe került.
Miután a Sonába került, a rabok élére állt, törvényeket hozott, és saját bandát alapított, aminek ő lett a vezetője. Ebben unokatestvére, Augusto is segítette, aki a börtön falain kívülről drogokkal és egyéb holmikkal látta el.

## Szerepek

### 3. évad
Először az évad első részében találkozunk vele, amikor a Sonában Michaelt és néhány új rabot visznek elé. Lechero ismerteti az itteni törvényeket és a jogaikat, ám amikor meglátja, hogy az egyik újonc félelmében bevizelt, a földre rugdalja. Később beáll talpnyalóként a bandájába Zsebes. Lecheróhoz többször is bejár egy apácaruhába bújt prostituált (aki később pénz hiányában elhagyja), kívülről pedig unokatestvére, Augusto látja el drogokkal. Mikor egyik emberére, Papóra terelődik a gyanú, hogy drogokat lop tőle, Zsebes leszúrja Papót egy késsel, hogy a rangsorban a helyére kerülhessen.
Az évadban többször is megzavarja Michaelt a szökés előkészítése közben. Végül az beveszi Lecherót is a szökésbe, ám erre az időre Norman elveszíti hatalmát a börtönben, így az egyik embere, Sammy veszi át az irányítást. Mikor Sammy rájön a szökési tervre, Michael és Mahone Lechero segítségével végeznek vele és bandájával. 
A szökés éjszakáján azonban a szökevények csapata kettéhullik: Bellick, Zsebes és Norman előbb rohannak ki a lyukból – vesztükre: elfogják és visszaviszik őket a börtönbe, Lechero pedig súlyos lövést kap. Mire visszaviszik őket, odabenn már káosz uralkodik. Zsebes ellátja Lecherót majd szívességet kér tőle: hozasson a börtönbe egy bizonyos pénzösszeget. Ám miután Lechero ezt megteszi, Zsebes egy párnát fog és megfojtja vele a volt börtönvezért. Habár miután Zsebes leveszi az arcáról a párnát, a kamera a kezére fókuszál, amely egy nagyon kicsit felemelkedik, ami akár azt is jelentheti, hogy Lechero még életben lehet. Viszont amint kiderült, végül is mindenképp meghalt az újabb lázadás, valamint a Sona leégése közben, amely három héttel Michaelék szökése után történt. Ennek következtében Lechero a harmadik főszereplő, akit megölnek a sorozatban Veronica Donovan és John Abruzzi után, mivel Paul Kellerman és Sara Tancredi életben vannak.